# Crotalaria incana
Espèce

Crotalaria incana, la Crotalaire effilée ou chanvre du Bengale, est une espèce de plantes à fleurs dicotylédones de la famille des Fabaceae, sous-famille des Faboideae, originaire des régions tropicales.
Ce sont des plantes herbacées annuelles ou des sous-arbrisseaux pouvant atteindre 1,30 mètre de haut, généralement avec des branches étalées.
La plante est parfois récoltée dans la nature pour un usage local en médecine traditionnelle.  Elle est parfois cultivée comme engrais vert dans les plantations de caféiers.  Cette plante contient notamment des alcaloïdes pyrrolizidiniques.

## Taxinomie

### Synonymes
Selon The Plant List (13 avril 2022)
- Chrysocalyx schimperi A.Rich.
- Crotalaria affinis DC.
- Crotalaria criocaula S. Schauer
- Crotalaria diffusa Vell.
- Crotalaria eriocaula S.Schauer
- Crotalaria herbacea Schrank
- Crotalaria incana f. glabrescens R. Wilczek
- Crotalaria montana A.Rich.
- Crotalaria picensis Phil.
- Crotalaria radiata Merr.
- Crotalaria schimperi A.Rich.
- Lupinus rotundifolius Sesse & Moc.

### Sous-espèces
Selon NCBI (13 avril 2022) :
- Crotalaria incana subsp. purpurascens (Lam.) Milne-Redh., 1961